# Не валяй дурака, Америка!
«Не валя́й дурака́, Аме́рика!» — песня группы «Любэ», написанная на стихи поэта Александра Шаганова и музыку композитора Игоря Матвиенко в 1990 году, на тему возврата Аляски России. Хит 90-х годов.

## Содержание
В песне описываются быт и нравы американского и русского Севера, отмечается их несомненное сходство («Что Сибирь, что Аляска — два берега: бабы, кони, раздолье в пути»). Также делается предположение о том, что американцы непривычны к подобному суровому климату, и им, наверняка, скучно и холодно живётся самим. От лица всей России певец обещает взять шефство над братским американским народом Аляски, при этом снабдив его тёплой одеждой и обувью («Всем рубахи пошьём вам, братва!»). Есть мнение, что в песне присутствует ложное приписывание Екатерине II факта продажи Аляски (Аляска была продана в 1867 году, когда императором был Александр II).

## Клип

Николай Расторгуев смотрит в бинокль на американский берег

Видеоряд представляет собой смесь анимации, мультипликации и документальной кинохроники и открывается географической картой Северной Америки, над которой внезапно возникает пулемёт неизвестной конструкции, отдалённо напоминающий Браунинг .50 и пистолет «Вальтер», который тут же своей очередью «отстреливает» часть территории с названием «Алясочка» от североамериканского континента. Далее идёт показ советской кинохроники, кадров, стилизованных под советскую кинохронику, и групповых фотографий, с периодическими вставками стоящего на русском берегу Николая Расторгуева, то внимательно рассматривающего в бинокль американский берег, то, задумавшись и многозначно опёршись на сжатый кулак, опять же смотрящего на океанскую гладь и американский берег, то расхаживающего взад-вперёд с хмурым видом. Периодически на экране возникают танцоры, одетые в наряды, внешне напоминающие костюмы кубанского казачьего войска. Их появление сопровождается более насыщенной яркими цветами анимацией и сольными партиями музыкальных инструментов.
На ярмарке грамзаписи «MIDEM» в Каннах видеоклип получил приз «За юмор и качество визуального ряда» (из 12 членов жюри только двое проголосовали против). Тем не менее песня вызвала самый настоящий фурор. По словам обозревателя журнала «Billboard» Джеффа Левензона, на упомянутой ярмарке «MIDEM» клип стал темой острых дебатов, в том числе и юристов, на предмет: Является ли клип образцом комического милитаризма, завуалированной пропагандой или искусной пародией.

## Рецензии искусствоведов и мнения других специалистов
- «Песня обращает на себя внимание самостоятельностью языка и свежестью творческого поиска»[5] (Елизавета Дмитриевна Уварова, доктор искусствоведения, профессор);
- «В песне „Не валяй дурака, Америка“ предложение подарить недотёпам-американцам валенки соседствует со схемой самосознания „простого советского человека“: жизнь сводится к формуле „Баня, водка, гармонь и лосось“»[6] (Татьяна Васильевна Чередниченко, доктор искусствоведения, профессор Московской консерватории);
- «Все хипы, заслышав „Не валяй дурака, Америка“ и „Веселись, рабочий класс“, и даже „Дуся“, Кастанеду в угол бросали и садились к телевизору»[7] (Гасан Чингизович Гусейнов, доктор филологических наук, профессор);
- «„Не валяй дурака, Америка!“ и тому подобное сочиняются даже людьми талантливыми, что называется, не от хорошей жизни.»[8] (Юрий Иванович Минералов, доктор филологических наук, профессор);
- «Я знаю, что многие из вас безбожно проклинают Никиту Хрущёва, разглядывая на карте Аляску. В такие минуты мне часто приходят на ум слова из песни: „Не валяй дурака, Америка, — отдавай-ка Алясочку взад“»[9] (Виктор Николаевич Баранец, полковник в отставке, военный обозреватель газеты «Комсомольская правда»).[источник не указан 42 дня]

## Другие исполнители
- Николай Бурлак
- A-via
- Иванушки International — исполнение в честь 50-летия Николая Расторгуева в 2007 году

## Факты
- В 1990 году во время работы в Сочи над съёмками клипа продюсеру Игорю Матвиенко пришла идея подготовить новую группу. Ею стали «Иванушки International»[5].
- В 1991 году, выпустив второй альбом «Кто сказал, что мы плохо жили?..» с хитом «Не валяй дурака, Америка», «Любэ» облачаются в гимнастёрки и переключаются на военную тематику[1].
- В 1997 году на экраны вышел фильм «Не валяй дурака!» режиссёра Валерия Чикова, с Михаилом Евдокимовым и Ольгой Остроумовой в главных ролях[10][значимость факта?].
- Песня в изменённом виде была использована в качестве главного саундтрека ситкома «Адаптация» (2017—2019 гг.).